# Nikolai van Gilse van der Pals
Nikolai Ferdinand van Gilse van der Pals (également Nikolaus, Nicolas) né le 20 mai 1891 à Saint-Pétersbourg (Empire russe) et mort le 22 avril 1969 à Porvoo (Finlande), est un musicologue et chef d'orchestre. Il a écrit des biographies de Rimsky-korsakov (Paris, 1929) et Tchaïkovsky (Potsdam, 1939). Il parlait le russe, l'allemand, le français, et le suédois.

## Famille
Son père, Hendrik van Gilse van der Pals, était consul honoraire de Hollande et fabricant de caoutchouc à Saint-Pétersbourg, descendant d'une famille de la noblesse néerlandaise venue de Rotterdam. Son grand-père maternel, d'origine danoise, Julius von Johannsen (1826–1904), fut le directeur du conservatoire de Saint-Pétersbourg de 1891 à 1897. Son frère aîné Leopold van der Pals (1884–1966) devint compositeur à Berlin et en Suisse, composant surtout pour Rudolf Steiner. Son autre frère Max van Gilse van der Pals (1885–1966) devint en 1911 propriétaire terrien dans le grand-duché de Finlande (le domaine de Laakspohja) et fut titré baron. Il épousa Sara Stjernvall, fille de Knut Stjernvall, ministre des chemins de fer de l'Empire russe.
Nikolai van der Pals a donc été élevé dans un environnement de la grande bourgeoisie de la capitale impériale et a eu l'occasion de participer à la scène musicale de Saint-Pétersbourg dès son plus jeune âge. Il rencontra par exemple Mahler et Glazounov. Dans l'hôtel particulier de ses parents, on donnait des soirées musicales avec par exemple le compositeur Anton Arenski ou le pianiste et chef d'orchestre Willem Mengelberg. Après la révolution de 1917, la famille s'installa en Finlande. Nikolai van der Pals étudia la musicologie à l'université de Leipzig et devint chef d'orchestre à Helsinki de 1921 à 1941. Il fut chef invité en Allemagne, Pologne, Tchécoslovaquie, Hongrie et Autriche, entre autres. Il était aussi critique musical au journal suédophone Hufvudstadsbladet de 1920 à 1939. Pendant la Seconde Guerre mondiale, van der Pals a publié sa thèse sur Tchaïkovski et a travaillé à l'ambassade des Pays-Bas à Stockholm. Il a dirigé l'orchestre symphonique de la radio suédoise et interprété la musique d'Ernest Pingoud et de Jean Sibelius. Après la guerre, il retourna à Helsinki et a continué à diriger des concerts symphoniques. Il passa ses années de retraite à Porvoo où il dirigeait un orchestre de mélomanes, l'orchestre associatif de Porvoo à partir de 1959.
Il mourut à Porvoo en Finlande.

## Publications
- (de) Nikolai van der Pals: N. A. Rimsky-Korssakow. Inaugural-Dissertation. Breitkopf & Härtel, Leipzig 1914, W. Bessel, Leipzig 1929, Nachdruck: G. Olms, Hildesheim 1977,  (ISBN 3-487-06427-8)
- (de) Nikolai van der Pals: Tschaikowsky. Athenaion, Potsdam 1940.